# 大阪対論
大阪対論（おおさかたいろん）とは、方広寺（京の大仏）での千僧供養会の出仕について、受布施を主張する京都妙顕寺・日紹と不受不施を主張する京都妙覚寺・日奥との対論で、徳川家康が両者を大坂城で対決させた論争をいう。

## 概要
1595年10月13日（文禄4年9月10日）豊臣秀吉が主催した方広寺（京の大仏）での千僧供養会への出仕状が、奉行・前田玄以から法華宗に届いた。その後、京都本圀寺に於いて京都十六本山の会議が始まり、多くの法華宗の寺院は豊臣秀吉の意向に逆らうことは、法華宗の破滅に繋がるとし、出仕して供養を受けることに決定した。日奥は法華信者ではない豊臣秀吉の供養会に出仕して供養を受けることは、法華宗の宗義に反する行為であるとして反対した。1596年11月3日（文禄5年9月13日）日奥は法華宗の宗義を破ることは、法華宗を壊滅させることであるとして、豊臣秀吉に「法華宗諌状」を提出して京都妙覚寺を出寺し、丹波小泉に蟄居した。1598年9月18日（慶長3年8月18日）豊臣秀吉が没すると、京都十六本山が法華宗の名義で、日奥は公命違背として訴えられた。1600年1月6日（慶長4年11月20日）日奥・日紹ともに予め提出した訴状を読み、その結果、袈裟・数珠を剥ぎ取られ、その後、日奥は対馬に流罪となった。